# Saison 2011 de l'équipe cycliste HTC-Highroad
La saison 2011 de l'équipe cycliste HTC-Highroad est la quatrième de l'équipe. Elle débute en janvier sur le Tour Down Under et se termine en octobre sur le Chrono des Nations-Les Herbiers-Vendée.
En tant qu'équipe World Tour, elle participe au calendrier de l'UCI World Tour. L'équipe termine à la quatrième place de l'UCI World Tour avec 892 points, Tony Martin étant le premier coureur au classement individuel avec sa cinquième place.
Ne trouvant pas de sponsor pour remplacer HTC qui arrête son partenariat en fin de saison, l'équipe cesse d'exister.

## Préparation de la saison 2011

### Arrivées et départs
À l'intersaison, six coureurs rejoignent l'équipe HTC-Highroad. Matthew Brammeier est issu de l'équipe An Post-Sean Kelly, John Degenkolb de Thüringer Energie, Caleb Fairly d'Holowesko Partners, équipe réserve en 2010 de Garmin-Transitions dont vient Danny Pate. Alex Rasmussen et Gatis Smukulis, en provenance respective des équipes ProTour Saxo Bank et AG2R La Mondiale, complètent ce recrutement.
Parallèlement à ces arrivées, neuf coureurs quittent l'équipe américaine. André Greipel, qui ne veut plus subir la concurrence de Mark Cavendish, rejoint l'équipe Omega Pharma-Lotto. Greipel emmène avec lui Gert Dockx, Adam Hansen, Vicente Reynés et Marcel Sieberg. Maxime Monfort, qui rejoint Leopard-Trek, et Michael Rogers qui va dans l'équipe Sky, restent en niveau World Tour pendant qu'Aleksejs Saramotins, chez Cofidis, et Rasmus Guldhammer, chez Concordia Forsikring-Himmerland, changent de catégorie d'équipe,.
| Arrivées          | Équipe 2010        |
| ----------------- | ------------------ |
| Matthew Brammeier | An Post-Sean Kelly |
| John Degenkolb    | Thüringer Energie  |
| Caleb Fairly      | Holowesko Partners |
| Danny Pate        | Garmin-Transitions |
| Alex Rasmussen    | Saxo Bank          |
| Gatis Smukulis    | AG2R La Mondiale   |

| Départs             | Équipe 2011                     |
| ------------------- | ------------------------------- |
| Gert Dockx          | Omega Pharma-Lotto              |
| André Greipel       | Omega Pharma-Lotto              |
| Rasmus Guldhammer   | Concordia Forsikring-Himmerland |
| Adam Hansen         | Omega Pharma-Lotto              |
| Maxime Monfort      | Leopard-Trek                    |
| Vicente Reynés      | Omega Pharma-Lotto              |
| Michael Rogers      | Sky                             |
| Aleksejs Saramotins | Cofidis                         |
| Marcel Sieberg      | Omega Pharma-Lotto              |

## Coureurs et encadrement technique

### Effectif
L'effectif de l'équipe HTC-Highroad pendant la saison 2011 est composé de 25 coureurs représentant quinze nationalités différentes. Figurent en effet dans l'effectif quatre Allemands, quatre Américains, trois Australiens, deux Danois, deux Slovaques, un Autrichien, un Belge, un Biélorusse, un Britannique, un Irlandais, un Italien, un Letton, un Néo-Zélandais, un Suisse et un Tchèque. En cours de saison, deux stagiaires (un Australien et un Néo-Zélandais) rejoignent l'équipe.
| Coureur             | Date de naissance | Nationalité      | Équipe 2010        | Équipe 2012             |
| ------------------- | ----------------- | ---------------- | ------------------ | ----------------------- |
| Michael Albasini    | 20 décembre 1980  | Suisse           | HTC-Columbia       | GreenEDGE               |
| Lars Bak            | 16 janvier 1980   | Danemark         | HTC-Columbia       | Lotto-Belisol           |
| Matthew Brammeier   | 7 juin 1985       | Irlande          | An Post-Sean Kelly | Omega Pharma-Quick Step |
| Mark Cavendish      | 21 mai 1985       | Royaume-Uni      | HTC-Columbia       | Sky                     |
| John Degenkolb      | 7 janvier 1989    | Allemagne        | Thüringer Energie  | Project 1t4i            |
| Bernhard Eisel      | 17 février 1981   | Autriche         | HTC-Columbia       | Sky                     |
| Caleb Fairly        | 19 février 1987   | États-Unis       | Holowesko Partners | SpiderTech-C10          |
| Jan Ghyselinck      | 24 février 1988   | Belgique         | HTC-Columbia       | Cofidis                 |
| Matthew Goss        | 5 novembre 1986   | Australie        | HTC-Columbia       | GreenEDGE               |
| Bert Grabsch        | 19 juin 1975      | Allemagne        | HTC-Columbia       | Omega Pharma-Quick Step |
| Patrick Gretsch     | 7 avril 1987      | Allemagne        | HTC-Columbia       | Project 1t4i            |
| Leigh Howard        | 18 octobre 1989   | Australie        | HTC-Columbia       | GreenEDGE               |
| Craig Lewis         | 1er octobre 1985  | États-Unis       | HTC-Columbia       | Champion System         |
| Tony Martin         | 23 avril 1985     | Allemagne        | HTC-Columbia       | Omega Pharma-Quick Step |
| Danny Pate          | 24 mars 1979      | États-Unis       | Garmin-Transitions | Sky                     |
| Marco Pinotti       | 25 février 1976   | Italie           | HTC-Columbia       | BMC Racing              |
| František Raboň     | 26 septembre 1983 | Tchéquie         | HTC-Columbia       | Omega Pharma-Quick Step |
| Alex Rasmussen      | 9 juin 1984       | Danemark         | Saxo Bank          | Garmin-Barracuda        |
| Mark Renshaw        | 22 octobre 1982   | Australie        | HTC-Columbia       | Rabobank                |
| Hayden Roulston     | 10 janvier 1981   | Nouvelle-Zélande | HTC-Columbia       | RadioShack-Nissan       |
| Kanstantsin Siutsou | 9 août 1982       | Biélorussie      | HTC-Columbia       | Sky                     |
| Gatis Smukulis      | 15 avril 1987     | Lettonie         | AG2R La Mondiale   | Katusha                 |
| Tejay van Garderen  | 12 août 1988      | États-Unis       | HTC-Columbia       | BMC Racing              |
| Peter Velits        | 21 février 1985   | Slovaquie        | HTC-Columbia       | Omega Pharma-Quick Step |
| Martin Velits       | 21 février 1985   | Slovaquie        | HTC-Columbia       | Omega Pharma-Quick Step |
| Stagiaire           | Date de naissance | Nationalité      | Équipe 2011        | Équipe 2012             |
| Zakkari Dempster    | 27 septembre 1987 | Nouvelle-Zélande | Rapha Condor-Sharp | Endura Racing           |
| Lachlan Norris      | 21 janvier 1987   | Australie        | Drapac             | Drapac                  |

### Encadrement
Rolf Aldag est directeur général de l'équipe appartenant à Bob Stapleton. Les directeurs sportifs sont Jan Schaffrath, Brian Holm, Allan Peiper, Valerio Piva et Jens Zemke.

## Bilan de la saison

### Victoires
| Date       | Course                                           | Pays             | Classe | Vainqueur           |
| ---------- | ------------------------------------------------ | ---------------- | ------ | ------------------- |
| 09/01/2011 | Championnat de Nouvelle-Zélande sur route        | Nouvelle-Zélande | CN     | Hayden Roulston     |
| 18/01/2011 | 1re étape du Tour Down Under                     | Australie        | WT     | Matthew Goss        |
| 10/02/2011 | 4e étape du Tour du Qatar                        | Qatar            | 2.1    | Mark Renshaw        |
| 11/02/2011 | Classement général du Tour du Qatar              | Qatar            | 2.1    | Mark Renshaw        |
| 16/02/2011 | 2e étape du Tour d'Oman                          | Oman             | 2.1    | Matthew Goss        |
| 17/02/2011 | 2e étape du Tour de l'Algarve                    | Portugal         | 2.1    | John Degenkolb      |
| 20/02/2011 | 6e étape du Tour d'Oman                          | Oman             | 2.1    | Mark Cavendish      |
| 20/02/2011 | 5e étape du Tour de l'Algarve                    | Portugal         | 2.1    | Tony Martin         |
| 20/02/2011 | Classement général du Tour de l'Algarve          | Portugal         | 2.1    | Tony Martin         |
| 05/03/2011 | 1re étape des Trois Jours de Flandre-Occidentale | Belgique         | 2.1    | John Degenkolb      |
| 08/03/2011 | 3e étape de Paris-Nice                           | France           | WT     | Matthew Goss        |
| 11/03/2011 | 6e étape de Paris-Nice                           | France           | WT     | Tony Martin         |
| 13/03/2011 | Classement général de Paris-Nice                 | France           | WT     | Tony Martin         |
| 19/03/2011 | Milan-San Remo                                   | Italie           | WT     | Matthew Goss        |
| 21/03/2011 | 1re étape du Tour de Catalogne                   | Espagne          | WT     | Gatis Smukulis      |
| 06/04/2011 | Grand Prix de l'Escaut                           | Belgique         | 1.HC   | Mark Cavendish      |
| 09/04/2011 | 6e étape du Tour du Pays basque                  | Espagne          | WT     | Tony Martin         |
| 01/05/2011 | Grand Prix de Francfort                          | Allemagne        | 1.HC   | John Degenkolb      |
| 07/05/2011 | 1re étape du Tour d'Italie                       | Italie           | WT     | HTC-Highroad        |
| 17/05/2011 | 10e étape du Tour d'Italie                       | Italie           | WT     | Mark Cavendish      |
| 19/05/2011 | 12e étape du Tour d'Italie                       | Italie           | WT     | Mark Cavendish      |
| 22/05/2011 | 8e étape du Tour de Californie                   | États-Unis       | 2.HC   | Matthew Goss        |
| 26/05/2011 | 2e étape du Tour de Bavière                      | Allemagne        | 2.HC   | John Degenkolb      |
| 27/05/2011 | 3e étape du Tour de Bavière                      | Allemagne        | 2.HC   | Michael Albasini    |
| 05/06/2011 | TD Bank International Cycling Championship       | États-Unis       | 1.HC   | Alex Rasmussen      |
| 05/06/2011 | Grand Prix du canton d'Argovie                   | Suisse           | 1.HC   | Michael Albasini    |
| 07/06/2011 | 2e étape du Critérium du Dauphiné                | France           | WT     | John Degenkolb      |
| 08/06/2011 | 3e étape du Critérium du Dauphiné                | France           | WT     | Tony Martin         |
| 09/06/2011 | 4e étape du Critérium du Dauphiné                | France           | WT     | John Degenkolb      |
| 15/06/2011 | Prologue du Ster ZLM Toer                        | Pays-Bas         | 2.1    | Patrick Gretsch     |
| 19/06/2011 | 5e étape du Ster ZLM Toer                        | Pays-Bas         | 2.1    | Leigh Howard        |
| 23/06/2011 | Championnat de Lettonie du contre-la-montre      | Lettonie         | CN     | Gatis Smukulis      |
| 24/06/2011 | Championnat d'Irlande du contre-la-montre        | Irlande          | CN     | Matthew Brammeier   |
| 24/06/2011 | Championnat de Biélorussie du contre-la-montre   | Biélorussie      | CN     | Kanstantsin Siutsou |
| 24/06/2011 | Championnat d'Allemagne du contre-la-montre      | Allemagne        | CN     | Bert Grabsch        |
| 26/06/2011 | Championnat d'Irlande sur route                  | Irlande          | CN     | Matthew Brammeier   |
| 06/07/2011 | 5e étape du Tour de France                       | France           | WT     | Mark Cavendish      |
| 08/07/2011 | 7e étape du Tour de France                       | France           | WT     | Mark Cavendish      |
| 09/07/2011 | 7e étape du Tour d'Autriche                      | Autriche         | 2.HC   | Bert Grabsch        |
| 13/07/2011 | 11e étape du Tour de France                      | France           | WT     | Mark Cavendish      |
| 17/07/2011 | 15e étape du Tour de France                      | France           | WT     | Mark Cavendish      |
| 23/07/2011 | 20e étape du Tour de France                      | France           | WT     | Tony Martin         |
| 24/07/2011 | 21e étape du Tour de France                      | France           | WT     | Mark Cavendish      |
| 12/08/2011 | 3e étape du Tour de l'Utah                       | États-Unis       | 2.1    | Tejay van Garderen  |
| 23/08/2011 | Prologue du Tour du Colorado                     | États-Unis       | 2.1    | Patrick Gretsch     |
| 29/08/2011 | 10e étape du Tour d'Espagne                      | Espagne          | WT     | Tony Martin         |
| 02/09/2011 | 13e étape du Tour d'Espagne                      | Espagne          | WT     | Michael Albasini    |
| 11/09/2011 | 1re étape du Tour de Grande-Bretagne             | Royaume-Uni      | 2.1    | Mark Cavendish      |
| 15/09/2011 | 5e étape du Tour de Grande-Bretagne              | Royaume-Uni      | 2.1    | Mark Renshaw        |
| 18/09/2011 | 8eb étape du Tour de Grande-Bretagne             | Royaume-Uni      | 2.1    | Mark Cavendish      |
| 05/10/2011 | 1re étape du Tour de Pékin                       | Chine            | WT     | Tony Martin         |
| 09/10/2011 | Classement général du Tour de Pékin              | Chine            | WT     | Tony Martin         |
| 16/10/2011 | Chrono des Nations-Les Herbiers-Vendée           | France           | 1.1    | Tony Martin         |

### Résultats sur les courses majeures
Les tableaux suivants représentent les résultats de l'équipe dans les principales courses du calendrier international (les cinq classiques majeures et les trois grands tours). Pour chaque épreuve est indiqué le meilleur coureur de l'équipe, son classement ainsi que les accessits glanés par HTC-Highroad sur les courses de trois semaines.

#### Classiques
| Classique            | Milan-San Remo     | Tour des Flandres    | Paris-Roubaix | Liège-Bastogne-Liège     | Tour de Lombardie         |
| -------------------- | ------------------ | -------------------- | ------------- | ------------------------ | ------------------------- |
| Coureur (classement) | Matthew Goss (1er) | Bernhard Eisel (14e) | Lars Bak (5e) | Tejay van Garderen (18e) | Kanstantsin Siutsou (43e) |

#### Grands tours
| Grand tour           | Tour d'Italie                                                             | Tour de France                                                                                     | Tour d'Espagne                                         |
| -------------------- | ------------------------------------------------------------------------- | -------------------------------------------------------------------------------------------------- | ------------------------------------------------------ |
| Coureur (classement) | Kanstantsin Siutsou (9e)                                                  | Peter Velits (18e)                                                                                 | Michael Albasini (123e)                                |
| Accessits            | 3 victoires d'étapes (Contre-la-montre par équipes et Mark Cavendish (2)) | 6 victoires d'étapes (Mark Cavendish (5) et Tony Martin) et classement par points (Mark Cavendish) | 2 victoires d'étapes (Tony Martin et Michael Albasini) |

### Classement UCI
L'équipe HTC-Highroad termine à la quinzième place du World Tour avec 398 points. Ce total est obtenu par l'addition des points des cinq meilleurs coureurs de l'équipe au classement individuel que sont Tony Martin, 5e avec 349 points, Matthew Goss, 18e avec 217 points, Mark Cavendish, 28e avec 152 points, Marco Pinotti, 39e avec 110 points, et Kanstantsin Siutsou, 74e avec 64 points,.
| Rang | Coureur             | Points |
| ---- | ------------------- | ------ |
| 5    | Tony Martin         | 349    |
| 18   | Matthew Goss        | 217    |
| 28   | Mark Cavendish      | 152    |
| 39   | Marco Pinotti       | 110    |
| 74   | Kanstantsin Siutsou | 64     |
| 81   | Lars Bak            | 54     |
| 90   | Bernhard Eisel      | 44     |
| 118  | John Degenkolb      | 24     |
| 134  | Michael Albasini    | 16     |
| 136  | Peter Velits        | 16     |
| 140  | Alex Rasmussen      | 13     |
| 166  | Gatis Smukulis      | 6      |
| 170  | Tejay van Garderen  | 5      |
| 174  | Leigh Howard        | 5      |
| 206  | Mark Renshaw        | 2      |
| 225  | František Raboň     | 1      |
| 228  | Bert Grabsch        | 1      |